# Xbox Live Productions
Xbox Live Productions es una desarrolladora de videojuegos estadounidense con sede en Redmond, Washington, creado internamente por Microsoft Game Studios en 2008, con el fin de crear "contenido digital de alta calidad" para Xbox Live.

## Historia
El 30 de enero de 2008 Microsoft comenzó a contratar empleados para la distribución digital de Xbox Live Juegos, esta acción fue descrita como "una organización de reciente formación se centró en la distribución digital de juegos a través de Xbox Live". Poco después, un estudio interno Carbonated Games gos fue disuelto el 27 de marzo de 2008, con algunos empleados que se fueron a este nuevo grupo.
El gerente general de Xbox Live, Marc Whitten, anunció oficialmente la creación del estudio el 22 de mayo de 2008. El primer juego en ser lanzado bajo el nuevo sello fue Fable II Pub Games el 13 de agosto de 2008. 